# Neomarksizm
Neomarksizm – kierunek filozoficzny, odrzucający leninowską interpretację marksizmu, popularny w drugiej połowie XX wieku w krajach zachodnich. Łączył marksizm z filozofią Hegla i wiązał go z egzystencjalizmem, strukturalizmem i psychoanalizą. Neomarksizm rozwijali zwłaszcza przedstawiciele szkoły frankfurckiej, był on też inspiracją dla nowej lewicy. W sensie socjologicznym neomarksizm dodaje do filozofii marksistowskiej szersze rozumienie nierówności społecznych, takich jak status i władza, autorstwa Maxa Webera. Przykłady neomarksizmu obejmują marksizm analityczny, francuski marksizm strukturalny, teorię krytyczną, kulturoznawstwo, a także niektóre formy feminizmu. Teoria sprzecznych lokalizacji klasowych Erika Olina Wrighta jest przykładem synkretyzmu znalezionego w myśli neomarksistowskiej, ponieważ obejmuje ona socjologię Maxa Webera, krytyczną kryminologię i anarchizm. Najważniejszymi reprezentantami neomarksizmu byli Stanisław Brzozowski, Antonio Gramsci, György Lukács, Karl Korsch, Ernst Bloch, Louis Althusser.